# Ludovico Cadorin
Ludovico Cadorin, oppure Lodovico (Venezia, 1824 – Venezia, 1892), è stato un architetto italiano.

## Biografia

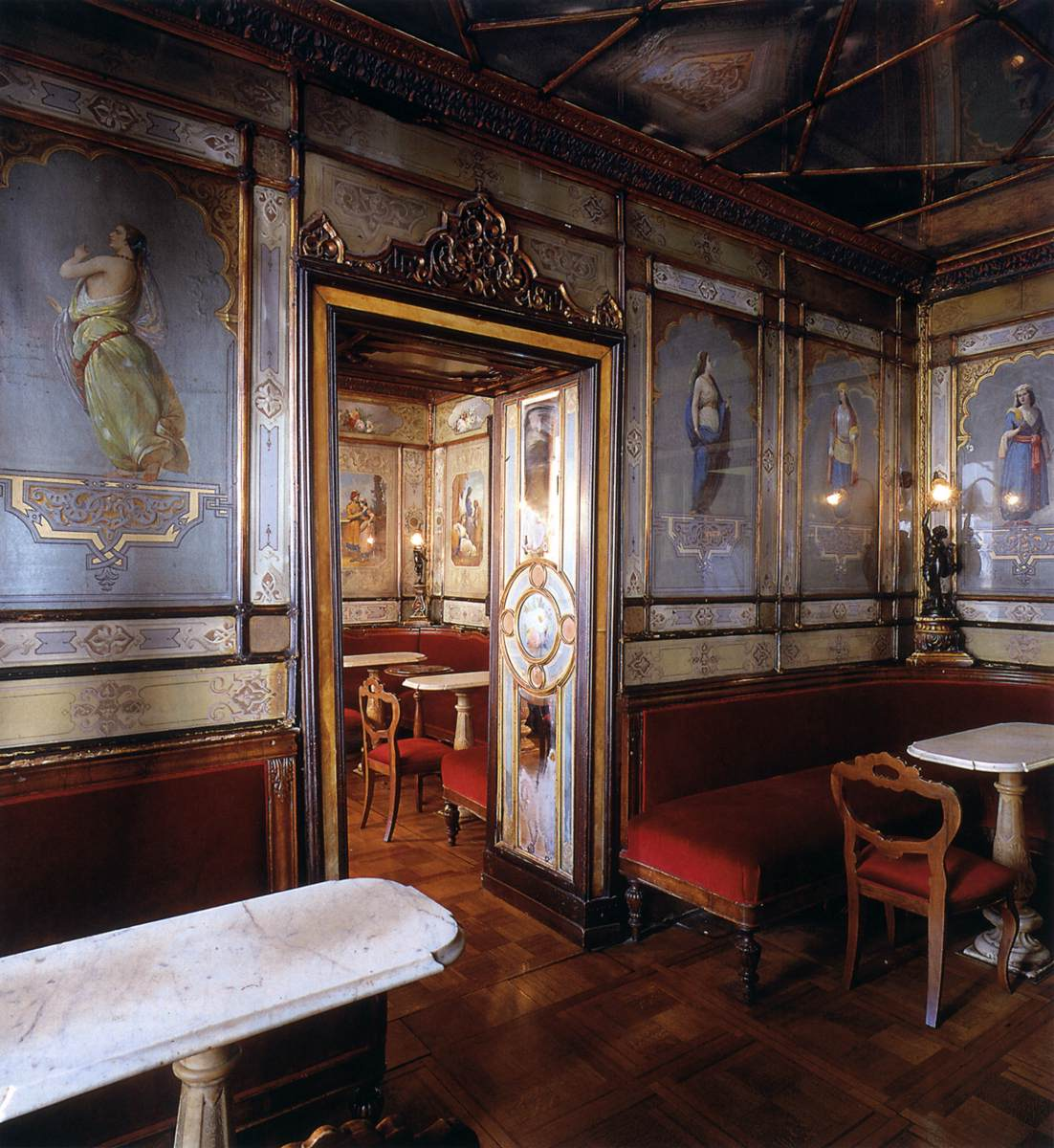
Decorazioni interne del caffè Florian

È considerato maggior interprete de neo rococò in Venezia negli anni 50 del  XIX secolo: il suo stile combina con nonchalance elementi moreschi con quelli neo-rinascimentali.
Il suo lavoro più famoso è la decorazione dei quattro saloni del caffè Florian in piazza San Marco a Venezia, aperto nel luglio 1858.
| Controllo di autorità | VIAF (EN) 77259390 · ISNI (EN) 0000 0000 1512 9422 · CERL cnp00583065 · GND (DE) 124859054 |